# Fondation Wikimédia
Ne doit pas être confondu avec Mouvement Wikimédia ou MediaWiki.
Pour les articles homonymes, voir WMF.
La Fondation Wikimédia (en anglais : Wikimedia Foundation, Inc., abrégée en WMF) est une organisation à but non lucratif (foundation 501(c)(3)) régie par les lois de l'État de Floride aux États-Unis chargée de centraliser certains aspects administratifs du mouvement Wikimédia. Son existence a été annoncée le 20 juin 2003, par Jimmy Wales, cofondateur de Wikipédia. 
Elle héberge l'encyclopédie Wikipédia, le dictionnaire Wiktionnaire, le portail de recueils de citations Wikiquote, le portail de guides pédagogiques et techniques Wikibooks, la base de données multimédia Wikimedia Commons, la bibliothèque Wikisource, le répertoire taxinomique Wikispecies, le site d'actualité Wikinews, le portail de ressources éducatives Wikiversité, le portail de guides touristiques Wikivoyage et la base de connaissance Wikidata.

## Objectifs
La Fondation Wikimédia a pour finalité de promouvoir la croissance et le développement[pas clair] de projets contenant du savoir libre fondés sur le principe du wiki, et d'en distribuer le contenu[réf. nécessaire] publiquement et gratuitement.
L'association à but non lucratif possède tous les serveurs sur lesquels sont hébergés les projets Wikimédia, installés aux États-Unis, aux Pays-Bas, à Singapour et en France (Marseille). La Fondation Wikimédia possède de nombreux noms de domaines, les droits sur les logos et certains noms de marque[source insuffisante].

## Création
Le nom « Wikimedia » a été proposé en mars 2003 par Sheldon Rampton. L'annonce de la création de la Fondation Wikimédia a été faite par Jimmy Wales en juin 2003 en ces termes :

« Je suis heureux d'annoncer la création de la Wikimedia Foundation Inc., une organisation à but non lucratif régie par la loi de Floride, États-Unis. Je transfère à cette nouvelle organisation les actifs suivants :
1. Tous les noms de domaine Nupedia.com/net/org/etc.
2. Tous les noms de domaine Wikipedia.com/net/org/etc.
3. Tous les copyrights pour les logiciels ou les articles qui étaient auparavant la propriété de Bomis, Inc. et qui sont déjà sous une licence « copyleft » (Ceci inclut les travaux réalisés sous contrat par Jason, Tim, Larry, Toan, Liz, et moi-même, ainsi que d'autres employés de Bomis qui auraient travaillé sur ces projets pendant leur travail, mais n'inclut pas ceux réalisés en dehors de leur temps de travail ou lorsqu'ils n'étaient pas employés de Bomis.)
(Tout cela était déjà sous licence GNU GPL ou GNU FDL, c'est donc simplement une formalité. Mais même dans ce cas, nous voulons donner un bon exemple.)
4. De plus, je donne tout le résultat de mon travail personnel sous copyright déjà sous licence GNU GPL ou GNU FDL, pour Wikipédia et Nupedia à la Wikimedia Fondation. »

## Projets
Tous les projets fonctionnent avec le moteur de wiki MediaWiki, développé par la première salariée de la fondation payée à temps plein, Brooke Vibber (alors Brion Vibber). Le développement du logiciel et son suivi dans sa version actuelle sont sous la responsabilité de Tim Starling, époux d'Angela Beesley[réf. nécessaire].
En 2013 et 2014, l'audience des projets Wikimédia a été stable. Mais depuis 2015, elle a diminué à moins de vingt milliards de pages vues par mois.
Classés par défaut suivant leur ordre de création
| Logo | Projet            | Description                                            | Date de création  |
|      | Wikipédia         | Encyclopédie                                           | 15 janvier 2001   |
|      | Wiktionnaire      | Dictionnaire et thésaurus                              | 12 décembre 2002  |
|      | Wikiquote         | Portail de recueils de citations                       | 27 juin 2003      |
|      | Wikibooks         | Portail de guides pédagogiques et techniques originaux | 10 juillet 2003   |
|      | Wikisource        | Bibliothèque de textes du domaine public               | 23 novembre 2003  |
|      | Wikimedia Commons | Base de données multimédia                             | 7 septembre 2004  |
|      | Wikispecies       | Répertoire taxinomique                                 | 14 septembre 2004 |
|      | Wikinews          | Site d'actualité                                       | Décembre 2004     |
|      | Wikiversité       | Portail de ressources éducatives originales            | 15 août 2006      |
|      | Wikivoyage        | Portail de guides touristiques originaux               | Décembre 2006     |
|      | Wikidata          | Base de connaissance                                   | Novembre 2012     |
|      | Wikifunctions     | Base collaborative de fonctions informatiques          | 26 Juillet 2020   |

D'autres projets sont également accessibles dans les projets de Metawiki.
Abstract Wikipedia, une Wikipédia non dépendante d'une langue et basée sur Wikidata a été approuvée en juillet 2020 comme nouveau projet.
En mars 2009, la Fondation Wikimédia invite la communauté Wikimédia à voter sa proposition de changer les termes de la licence des contenus Wikimédia de façon que ces contenus soient disponibles sous Creative Commons Attribution-ShareAlike license (CC-BY-SA), tout en maintenant une double licence avec la licence de documentation libre GNU (GFDL), à l'exception de Wikinews (sous CC-BY) et de Wikidata (sous CC0).

## Organisation

### Conseil d'administration
En janvier 2004, Jimmy Wales nomme Tim Shell et Michael Davis membres du conseil d'administration de la Fondation Wikimédia. En juin 2004, une élection est menée au sein des communautés des différents projets pour élire deux membres supplémentaires. Après un mois de campagne, puis une élection tenue en ligne pendant deux semaines, Angela Beesley et Florence Devouard sont élues au conseil, en tant que représentantes de tous les participants des différents projets Wikimédia. Toutes deux sont réélues en juin 2005. Le 28 octobre 2006, Florence Devouard est élue présidente du conseil d'administration. Elle est remplacée, le 17 juillet 2008, par Michael Snow, un avocat allemand. En 2009, Matt Halprin est désigné comme neuvième membre du Board après un don de deux millions de dollars d'Omidyar Network. Son mandat est prolongé d'un an par le conseil d'administration de la Wikimedia Foundation.

### Président et directeur général de la Fondation
| No                                           | Nom              | Portrait         | Entrée en fonction | Fin de fonction | Durée                     | Nationalité | Présentation                                                                                              |
| -------------------------------------------- | ---------------- | ---------------- | ------------------ | --------------- | ------------------------- | ----------- | --- |
| Présidente actuelle de la fondation          |                  |                  |                    |                 |                           |             | |
| 10                                           | Natalia Tymkiv   | Natalia Tymkiv   | 3 juin 2021        | en cours        | 4 ans, 1 mois et 29 jours | ukrainienne | |
| Directrice générale actuelle de la fondation |                  |                  |                    |                 |                           |             | |
| 5                                            | Maryana Iskander | Maryana Iskander | 5 janvier 2022     | en cours        | 3 ans, 6 mois et 27 jours | américaine  | Maryana Iskander est une entrepreneuse sociale américaine d'origine égyptienne et lauréate du prix Skoll. |

### Organisations locales
La Fondation Wikimédia fédère un réseau international d'organisations associées, appelées chapitres locaux (« chapters » en anglais). Ces derniers ne sont pas les hébergeurs des projets de la Fondation Wikimédia, ils n'ont donc aucun pouvoir de contrôle sur ces sites mais travaillent en soutien des différentes versions linguistiques.
| Zone               | Titre                     | Depuis             |
| ------------------ | ------------------------- | ------------------ |
| Allemagne          | Wikimedia Deutschland     | 13 juin 2004       |
| Argentine          | Wikimedia Argentina       | 1er septembre 2007 |
| Australie          | Wikimedia Australia       | 1er mars 2008      |
| Autriche           | Wikimedia Österreich      | 26 février 2008    |
| Belgique           | Wikimédia Belgique        | 8 octobre 2014     |
| Canada             | Wikimedia Canada          | 24 mai 2011        |
| Chili              | Wikimedia Chile           | 16 juillet 2011    |
| Danemark           | Wikimedia Danmark         | 3 juillet 2009     |
| Espagne            | Wikimedia España          | 7 février 2011     |
| Estonie            | Wikimedia Eesti           | 31 août 2010       |
| Finlande           | Wikimedia Suomi           | 21 septembre 2009  |
| France             | Wikimédia France          | 23 octobre 2004    |
| Hong Kong          | 香港維基媒體協會          | 1er mars 2008      |
| Hongrie            | Wikimédia Magyarország    | 27 septembre 2008  |
| Inde               | Wikimedia India           | 3 janvier 2011     |
| Indonésie          | Wikimedia Indonesia       | 7 octobre 2008     |
| Israël             | Wikimedia Israel          | 26 juin 2007       |
| Italie             | Wikimedia Italia          | 17 juin 2005       |
| Macédoine du Nord  | Викимедија Македонија     | 1er février 2010   |
| Mexique            | Wikimedia Mexico          | 3 août 2011        |
| New York           | Wikimedia New York City   | 12 janvier 2009    |
| Norvège            | Wikimedia Norge           | 23 juin 2007       |
| Pays-Bas           | Wikimedia Nederland       | 27 mars 2006       |
| Philippines        | Wikimedia Philippines     | 12 avril 2010      |
| Pologne            | Wikimedia Polska          | 18 novembre 2005   |
| Portugal           | Wikimedia Portugal        | 3 juillet 2009     |
| République tchèque | Wikimedia Česká republika | 6 mars 2008        |
| Royaume-Uni        | Wikimedia UK              | 12 janvier 2009    |
| Russie             | Wikimedia РУ              | 24 mai 2008        |
| Serbie             | Wikimedia Србије          | 3 décembre 2005    |
| Suède              | Wikimedia Sverige         | 11 décembre 2007   |
| Suisse             | Wikimedia CH              | 14 mai 2006        |
| Taïwan             | 中華民國維基媒體協會      | 4 juillet 2007     |
| Ukraine            | Wikimedia Україна         | 3 juillet 2009     |

## Budgets et ressources

Développement financier de la Fondation Wikimédia de 2003 à 2022
Revenus
Dépenses
Avoirs nets à la fin de l'année

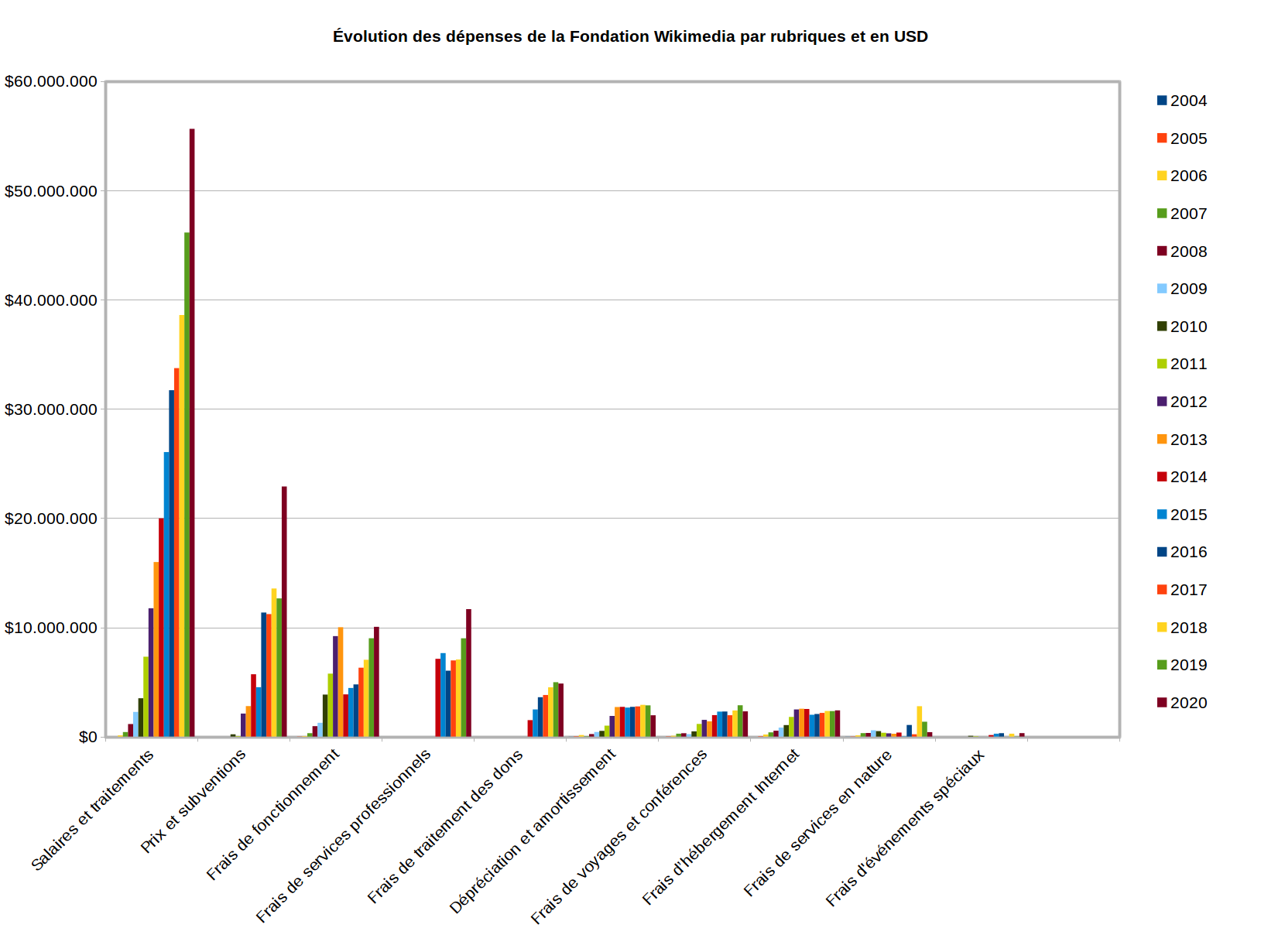
Répartition et évolution des dépenses de la Wikimedia Foundation par rubriques de 2004 à 2020

Dépenses de la Wikimedia Foundation par rubriques et en pourcentage du total des dépenses de 2004 à 2020

La Fondation Wikimédia fonctionne pour l'essentiel par l'intermédiaire de dons, qui, en 2017, représentent une collecte de 91 millions de dollars (soit 78 millions d'euros).
Sur son budget de 20,4 millions de dollars sur l'exercice 2010/2011, 16 millions proviennent de 500 000 « petits dons ». Une très faible partie des revenus provient de la gestion des droits des marques : seuls Orange et le réseau social Facebook payent pour utiliser la marque et les contenus de Wikipédia.
En ce qui concerne les dépenses, une grande majorité du budget est consacrée aux traitements, salaires et frais de fonctionnements dont bénéficient les employés de la fondation. De 2006 à 2019, le nombre d'employés est passé de 3 à 450 et le coût de la masse salariale par an de 100 000 $ à 46 millions $. Le salaire brut de Katherine Maher en 2020 dépasse les 30 000 $ par mois. Les frais techniques (entretien des serveurs, etc.) s'élèvent à peu près 2 millions de dollars par an.

### Profils des donateurs

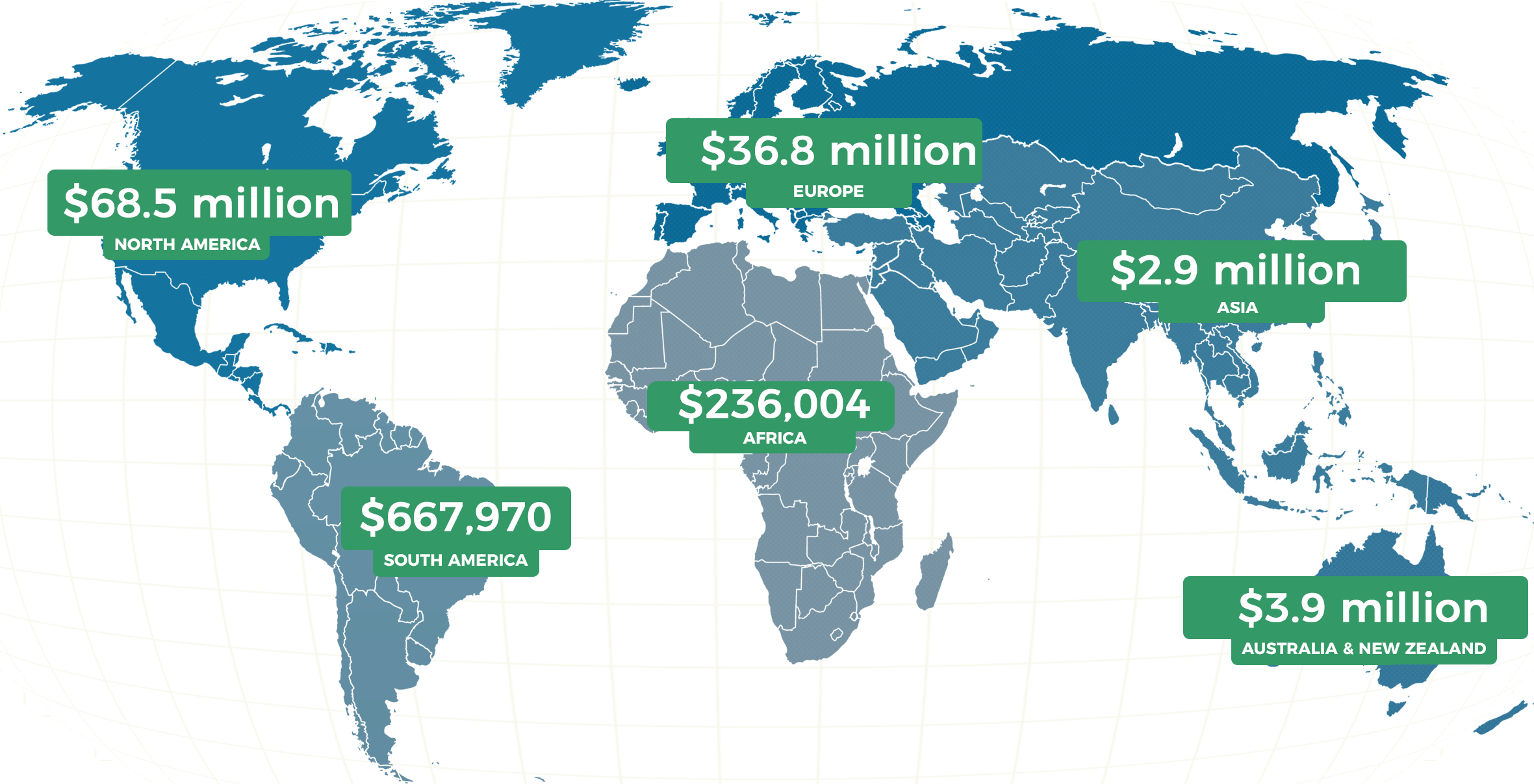
Répartitions des dons 2018-2019 par continent. L'Amérique du Nord représente 60,6 % et l'Europe, 32,6 %.

La Fondation Wikimédia garantit son indépendance en sollicitant des contributions financières auprès d'un large nombre de donateurs, répartis principalement en Amérique du Nord et en Europe.
La Fondation Wikimédia se réserve le droit de refuser certains dons, afin de rester libre de toute influence. Ses principaux donateurs sont :
- 2007 : Virgin Unite[24] ;
- 2008 : trois millions de dollars d’Alfred P. Sloan Foundation ;
- 2009 : deux millions d’Omidyar Network ;
- 2010 : deux millions de Google[25].

La répartition par continent des dons 2016-2017 montre une prédominance de ressources nord-américaines pour environ 60 %, suivies par l'Europe (30 %).
Le rapport annuel 2016-2017 indique que 1 400 personnes ou institutions ont fait un don de plus de mille dollars, pour un total de dix millions de dollars — 8,5 millions d'euros.
En 2017, les dons inférieurs à mille dollars — 850 euros — représentent un total d'environ 80 millions de dollars — 68 millions d'euros — collectés auprès de six millions de personnes ou organisations.

### Partenariat avec Orange
En avril 2009, la Fondation Wikimédia signe un partenariat avec Orange (alors filiale du groupe français France Télécom) afin de développer des fonctionnalités de l’encyclopédie Wikipédia susceptibles d’élargir le libre accès à la connaissance. Orange est autorisé à utiliser la marque « Wikipédia » pour proposer à ses clients un « accès privilégié » et particulier aux contenus des projets Wikimédia.
Les détails financiers du partenariat n'ont pas été publiés. Dans un premier temps, Orange a proposé l'intégration du contenu de l'encyclopédie Wikipédia à ses portails internet et mobile ; par la suite, l'opérateur devrait mettre à disposition des utilisateurs des services innovants comme l'accès à l'encyclopédie directement depuis la télévision dans le cadre d'une offre internet triple-play ou encore grâce à la création de widgets web et mobiles.
En 2012, l'intégration sur les portails Orange était toujours effective.

### Partenariat avec Facebook
En avril 2010, Facebook signe un partenariat avec la Fondation Wikimédia sur l’utilisation de la marque Wikipédia. Facebook apporte un soutien technique aux équipes de la Fondation Wikimédia (pour faire face aux montées en charge dues à la fréquentation du site) et génère du trafic vers Wikipédia[réf. nécessaire].

### Fonds de dotation Wikimédia
Lors du 15e anniversaire de Wikipédia, en janvier 2016, la Wikimedia Foundation annonce la création d'un fonds de dotation pour garantir la pérennité des projets Wikimédia pour le futur. Son objectif initial est de recueillir cent millions de dollars en dix ans. Le fonds de dotation Wikimédia (en anglais Wikimedia Endowment) est créé en tant que fonds d'action collective de la Fondation Tides, un organisme public de bienfaisance qui détient et gère des fonds de bienfaisance pour des organismes sans but lucratif,.
Craig Newmark est l'un des premiers donateurs en 2016, avec une donation d'un million de dollars. L'année 2017 est marquée par la plus importante donation, cinq millions de dollars, faite par Peter Baldwin, membre du conseil consultatif, et son épouse Lisbet Rausing, tous deux fondateurs de la fondation britannique Arcadia Fund.
En 2018, les donations importantes se multiplient avec celles d'Amazon pour un million de dollars, de George Soros pour deux millions de dollars et la dernière de Facebook pour un million de dollars. En 2019, c'est au tour de Google d'investir deux millions de dollars et le couple Peter Baldwin et Lisbet Rausing, de verser 3,5 millions de dollars.
Le 24 avril 2025, le procureur des États-Unis pour le district de Columbia (en) Ed Martin met en demeure la fondation Wikimédia, qu'il accuse de permettre la diffusion de propagande contre les intérêts américains. Il menace de retirer l’exonération fiscale liée au statut d'organisation 501(c)(3),.

### Wikimedia Entreprise
Le 25 octobre 2021, la Fondation lance Wikimedia Entreprise (Wikimedia Enterprise), service commercial de diffusion de contenu Wikipédia destiné principalement aux GAFAM. En juin 2022, Google et Internet Archive sont annoncés comme les premiers clients du service. Le service commercialise un accès direct et sécurisé aux serveurs hébergeant les données qui sont localisés aux Etats-Unis. En 2023, les revenus récurrents générés sont estimés à 3,2 millions de dollars.

## Lobbying
La Fondation Wikimédia est inscrite depuis 2014 au registre de transparence des représentants d'intérêts auprès de la Commission européenne. Elle déclare, pour cette activité en 2018, des dépenses annuelles d'un montant compris entre 10 000 et 25 000 euros.